# اتحاد مقدس (۱۳۳۲)
اتحاد مقدس (لاتین: Sancta Unio) اتحادی نظامی میان دولت‌های مسیحی دریای اژه و مدیترانه شرقی علیه حملات ناوگان بیگ‌نشین‌های آناتولی بود. این اتحاد به رهبری جمهوری ونیز و همراهی دولت‌هایی همچون شوالیه‌های مهمان‌نواز، پادشاهی قبرس و امپراتوری بیزانس شکل گرفت که هر یک متعهد به حمایت از دیگری بودند. پس از موفقیت در نبرد آدرامیتیون، خطر ناوگان ترک برای مدتی دفع شد. این اتحادیه سرانجام در سال ۱۳۳۶ یا ۱۳۳۷ به دلیل منافع متفاوت هر یک از اعضا، از میان رفت.